# Selaginella idiospora
Selaginella idiospora är en mosslummerväxtart som beskrevs av Arthur Hugh Garfit Alston. Selaginella idiospora ingår i släktet mosslumrar, och familjen mosslummerväxter. Inga underarter finns listade i Catalogue of Life.